# Isabela Onyshko
Isabela Maria Onyshko, née le 23 juin 1998 à Minnedosa, est une gymnaste artistique canadienne.

## Carrière
Elle est médaillée d'argent par équipes aux Jeux panaméricains de 2015 à Toronto puis dispute les Jeux olympiques d'été de 2016 à Rio de Janeiro.
Elle remporte la médaille d'or par équipes aux Jeux du Commonwealth de 2018 et la médaille d'argent par équipes aux Jeux panaméricains de 2019 à Lima.